# HI Parkes All Sky Survey
HI Parkes All Sky Survey, meist kurz als HIPASS bezeichnet, ist eine von 1997 bis 2002 durchgeführte radioastronomische Durchmusterung des Himmels bei einer Wellenlänge von 21 cm, also der Wellenlänge des neutralen Wasserstoffs. Sie wurde mit dem 64-m-Radioteleskop des Parkes-Observatoriums in Australien durchgeführt. Aufgrund des Standorts (33° Süd und 148° 15′ Ost) kann das Teleskop Objekte nördlich von ca. 55° Nord nicht ansteuern, zusammen mit dem NRAO VLA Sky Survey liegt damit aber eine vollständige Karte des Himmels im Bereich der 21-cm-Linie vor.